# بومب

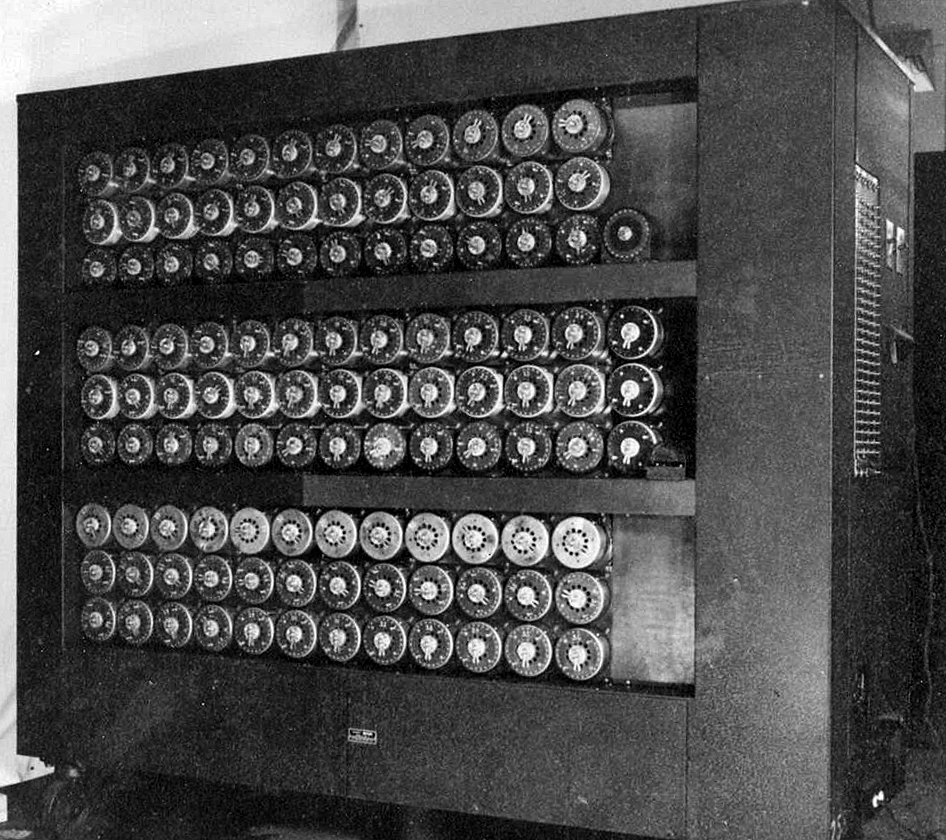
صورة من زمن الحرب لآلة بومب في منتزه بليتشلي

بومب هي أداة كهروميكانيكية استخدمها محللو الشيفرات البريطانيين لفكّ شيفرات الرسائل السرية الألمانية المُرسلة بواسطة آلة إنجما خلال الحرب العالمية الثانية. أنتجت القوات البحرية والبرية التابعة للولايات المتحدة آلاتها الخاصة بنفس المواصفات العملية، وإن كانت الآلات تختلف هندسياً عن بعضها وعن البومب البريطانية والبولندية.
طُوّر جهاز بومب البريطاني من أداة صُممت في بولندا من طرف مكتب التشفير وعلى يد عالم التشفير ماريان رييفسكي، ودُعيت تلك الأداة ببومبا، حيث كان البولنديون يحللون شيفرات الرسائل الألمانية السرية خلال الأعوام السبع الماضية. طُرح التصميم الأول لأداة بومب البريطانية عام 1939 في مدرسة التشفير والترميز الحكومية في حديقة بلتشلي في المملكة المتحدة، وعلى يد العالم آلان تورنغ، وأُضيفت بعض التحسينات المهمة على الجهاز عام 1940 على يد غوردون ويلشمان. كان هارولد كين من شركة جدولة الآلات البريطاينة مسؤولاً عن التصميم الهندسي وبناء الأداة. كان اسم الجهاز الأول Victory أو «النصر» وطُرح في شهر مارس من عام 1940، أما النسخة الثانية، والتي تُدعى Agnus Dei أو Agnes، فأُدرج فيها تصميم ويشلمان الجديد، ودخلت الخدمة في شهر أغسطس عام 1940.
صُمم جهاز بومب لاكتشاف الإعدادات الخاصة بأجهزة إنجما الألمانية في عدة شبكات ألمانية عسكرية، ومجموعة الدوارات المستخدمة وموقعها في الآلة، ومواقع الذاكرة المركزية للرسائل –مفتاح الرسالة –وإحدى أسلاك التمديدات في لوحة المآخذ.

## آلة إنجما
هي آلة دوارة كهروميكانيكية استُخدمت للتشفير وفك ترميز الرسائل السرية. صُممت وطُوّرت في ألمانيا في عشرينيات القرن الماضي. تؤدي التغيرات المتكررة في المسارات الكهربائية من لوحة المفاتيح إلى لوحة مصابيح تُضاء بواسطة دارة كهربائية، إلى تنفيذ شيفرة متعددة الأبجدية، والتي تحوّل النص المجرد إلى نص مشفر. يحتوي المازج في جهاز الإنجما على دوارات بـ 26 نقطة تلامس كهربائية على كلّ جانب، وتحوّل الأسلاك التيار إلى موضع آخر على الجانبين. عند ضغط المفتاح على لوحة المفاتيح، يتدفق تيار كهربائي عبر اسطوانة الدخول من النهاية اليمنى للمازج، ثم عبر مجموعة من الدوارات إلى اسطوانة عاكسة (العاكس)، وتحوّله الأخيرة إلى الدوارات مجدداً ثم إلى اسطوانة الدخول، مما يتسبب في إضاءة مصباحٍ ضمن لوحة المصابيح.
في عام 1930، طرح الجيش الألماني ميزة حماية إضافية، وهي لوحة مآخذ تمزج الحروف بشكل أكبر. تشفير آلة إنجما معكوسٌ ذاتياً، أي أن الآلة تُبدل الأحرف في ثنائيات: إذا تحوّل الحرف A إلى الحرف R، فسيتحوّل الحرف R إلى الحرف A. حافظت لوحة المآخذ على هذا العكس الذاتي، لكن تحوّل لوحة المآخذ لا يتغير خلال التشفير، على عكس تحوّل الدوارات. استغل ويلشمان هذا الاتساق وأضاف تحسيناً إلى البومب، وهو اللوح التشخيصي، مما زاد من فعالية وأداء الآلة بشكل كبير. استخدمت 6 أسلاك إدخال، مما يسمح لعامل التشفير بإيجاد 100,391.791,500 طريقة لضبط لوحة الإدخال.
من وجهة نظر محلل الشيفرة، هناك ميزة مهمة في هذا الجهاز، وهي «عقب أخيل». فالعاكس الموجود في جهاز المازج يعني أن الحرف لن يتم تشفيره لوحده، فأي حلّ مفترض يعطي الحرف نفسه في النص المفترض والنص المشفر سيتم استبعاده .

## آلة إنجما بـ 4 دوارات
في نهاية العام 1941، أدى تغيّر حظوظ القوات البحرية الألمانية في معركة الأطلنطي، إضافة إلى التقارير الاستخباراتية، إلى اقتناع الأدميرال كارل دونيتز أن الحلفاء قادرون على قراءة الاتصالات الألمانية البحرية المشفرة، لذا أُضيف دوار رابع بتوصيل مجهول إلى آلة إنجما المستخدمة في الاتصالات بين الغواصات الألمانية، وطُرح بذلك نظام تريتون، والمعروف باسم القرش عند الإنجليز. أُلحق أيضاً بعاكسٍ أقلّ ثخناً كي يتسع المجال لتصميم دوّار إضافي. صُمم التريتون بطريقة تجعله متوافقاً مع آلات الدوارات الثلاث عندما يتطلب الأمر ذلك.
كان النصف الأول من عام 1942 جيداً جداً بالنسبة للغواصات الألمانية، وُسميت تلك الفترة بـ (بموسم صيد الأمريكان) كما كان الألمان يطلقون عليها، حيث حققت القوات البحرية الألمانية النجاح مجدداً في هجماتها على سفن الحلفاء. كان ذلك نتيجة الحماية الشديدة لآلات إنجما الجديدة، وقدرتها على قراءة رسائل الحلفاء المرسلة بالتشفير البحري رقم 3 بين شهري يناير ومارس من عام 1942. أغرقت الغواصات الألمانية 216 سفينة قبالة السواحل الشرقية للولايات المتحدة، وفي مايو من ذاك العام، بدأت الولايات المتحدة استخدام نظام المرافقة، وطلبت قطع التيار الكهربائي عن المدن الساحلية كي لا تصبح سفنهم مرئية، لكن ذلك لم يضف سوى القليل من التحسينات. فشل الحلفاء في تغيير التشفير لثلاثة أشهر، كما أن الرسائل بين الحلفاء لم تذكر أي شيء يدل على تمكنهم من فك تشفير رسائل الإنجما، فاعتقد الألمان أن رسائلهم آمنة ومحمية. بالمقابل، علم الحلفاء أن الألمان فكوا الشيفرة مباشرة من آلة إنجما، لكنهم خسروا الكثير من السفن بسبب التأخير في تغيير الشيفرة.

## البومب البريطانية
عملت أداة التشفير البولندية بومبا بشكل ناجح وفعال طالما توفرت 3 شروط: على نموذج المؤشر أن يتضمن تكراراً لمفتاح الرسالة، ويجب أن يكون عدد الدوارات المتاحة أقل من 3، ويجب أن يبقى عدد أسلاك لوحة الإدخال صغيراً نسبياً. بُنيت 6 آلات، واحدة لكل نظام دوار. سُلّم جهاز البومب في شهر نوفمبر عام 1938، لكن بعد أقل من شهر، طرح الألمان دوارين إضافيين لتنصيبهما ضمن مازج الإنجما. كان تصنيع 54 آلة فك تشفير خارج قدرات البولنديين والمصادر المتوفرة. في الأول من يناير عام 1939، ازداد عدد أسلاك لوحة المآخذ ليصل إلى 10، لذا اضطر البولنديون إلى العودة للأساليب اليدوية، كالأوراق المثقبة.
صمم آلان تورنج آلة بومب البريطانية معتمداً على مبدأ أكثر عمومية، فبناءً على الاعتقاد بوجود نص، يدعى المهد، يتوقع محللوا الشيفرات وجود النص في نقاط معينة من الرسالة. تُدعى هذه التقنية «هجوم النص المجرد المعلوم»، واستُخدمت تلك التقنية بشكل محدود من طرف البولنديين، كاستخدام الألمان لـ “ANX” حيث تعني AN بالألمانية “إلى”، وتتبعها X التي تشير إلى المسافة الفاصلة.
حصل الضابط الآمر في بيتشلي بارك، إدوارد ترافيس، على ميزانية قدرها 100 ألف جنيه استرليني لبناء آلة تورنج، وقّعت شركة جدولة الآلات البريطانية BTM في ليتشورث على عقد البناء. وضعت الشركة المشروح تحت رئاسة هارولد “دوك” كين. كان عرض كل آلة نحو 7 أقدام (2.1 متر) وطولها 6 أقدام و6 إنشات (1.98 متر) ووزنها قرابة الطن. في واجهة كل آلة، هناك 108 مواقع لتحميل الاسطوانات. الاسطوانات بدورها مقسمة إلى 3 مجموعات مكونة من 12 ثلاثية من الاسطوانات، تتطابق كل ثلاثية، مرتبة عمودياً، مع 3 دوارات في مازج الإنجما. تصل مخارج ومداخل عدسات الاسطوانات إلى موصلات الكابل، مما يسمح بتوصيل ومد أسلاك البومب وفقاً للدليل. تدور الاسطوانة السريعة بسرعة تصل إلى 50.4 دورة في الدقيقة في النماذج الأولى، وبسرعة 120 دورة في الدقيقة في النماذج اللاحقة، استغرق الزمن اللازم تجهيز وتشغيل جميع المواقع التي يبلغ عددها 17.576 موقعاً، ولنظام تدوير واحد، نحو 20 دقيقة.